# 雅塞克·巴克
雅塞克·巴克（波蘭語：Jacek Bąk；1973年3月24日—）是一位已退役的波蘭足球運動員。在場上的位置是後衛。他效力過的最後一家球隊是奧地利維也納足球俱樂部。他也是波蘭國家足球隊的一員，是波蘭國家足球隊出場次數並列第六多的球員。